# 202 TCN
Năm 202 TCN là một năm trong lịch Julius. 

## Sự kiện
- Lưu Bang đánh bại Hạng Vũ